# Barney Clark
Pour les articles homonymes, voir Clark.
Barney Clark, né le 25 juin 1993 à Hackney, (Londres) est un acteur anglais.

## Biographie
Barney Ivan S. Clark est né le 25 juin 1993  à Londres, dans le borough de Hackney. Sa mère, Julie Balloo, est australienne, écrivaine et actrice. Son père, Ivan Clark, est anglais. Barney a commencé à jouer dans des pièces scolaires avant de rentrer au Anna Scher Theatre, où il suivra pendant trois ans les cours d'été puis les cours du soir en 2002, pour enfin intégrer les Anna Scher Young Professional Classes à la rentrée 2003. Il est auditionné avec succès pour le rôle d'Oliver dans Oliver Twist, par le réalisateur Roman Polanski en 2005.
Il a commencé à jouer dans des pièces scolaires et est apparu en 2001 dans le film Lawless Heart (en) quand il avait huit ans. Il a fréquenté l'école de Central Foundation Boys dans Islington, à Londres.

## Filmographie
- 2001 : Lawless Heart (en) : James
- 2003 : Foyle's War
- 2004 : The Brief : Zak Farmer  (2 épisodes)
- 2005 : Oliver Twist de Roman Polanski : Oliver
- 2007 : Moog (court-métrage, 2007) : Sebastian Moog
- 2008 : Savage Grace : Tony à 12 ans
- 2008 : Doctors : Michael Morgan (épisode : Ready or Not?)